# 金乐婷
金乐婷或戴存义师母（Mary Geraldine Guinness，1865年12月25日 – 1949年6月6日），是一位中国内地会派驻中国的英国籍传教士，以及许多关于内地会（现名海外基督使团 （页面存档备份，存于）)历史上传教士传记的作者。

## 单身女传教士
1865年12月25日，金乐婷出生在英国兰开夏郡利物浦，父亲亨利·金尼斯牧师（Henry Grattan Guinness）是一位著名福音布道家，也是内地会创始人戴德生的好友。
金乐婷在青年时代在伦敦东区向女工教授圣经课，
1888年1月，22岁的金乐婷乘坐"Kaisar-i-Hind"号的二等舱，离开伦敦前往中国。一百名同工已经在前一年全部前往中国。属于寿阳宣教会的皮哥特一家与她同船，1900年在义和团事变期间被杀害。在锡兰的科伦坡，传教士们换乘驶往上海的"S.S. Deccan"号。当船只停靠马来亚的槟榔屿时，金乐婷首次接触到大批的华人。船只随后又停靠了 新加坡。船只在中国停靠的第一站是香港.最终抵达上海。但是上海并非他们的最终目的地，这些传教士只是在那里将欧洲装束改换成中国当地装束，就匆匆离开，启程沿长江向西北航行2天半时间，在1888年3月23日到达扬州。

金乐婷到达中国后不久写信给自己的妹妹：
|  | 哦！如果英国基督徒知道这些可爱的灵魂听见福音的需要和渴望，以及传教士生活的快乐，无法形容的快乐，他们肯定会从内心深处呼喊说：“主，我在这里，差遣我。” |

金乐婷接受语言训练之后，被分配到河南省传教。1894年，她与戴德生的次子（也是一名内地会传教士）戴存义（Frederick Howard Taylor）在上海结婚。

## 遗产
金乐婷的书激励了整整一代的年轻传教士

## 著作
- 内地会的故事 （2册）read vol II here 1893年
- 金纯仁在河南，内地会，1930年，（她兄弟金纯仁（Gershom Whitfield Guinness）的传记）